# CO1
Het CO1-gen, MT-CO1-gen of cytochroom c oxidase subunit 1-gen is een stofwisselingsgen dat voorkomt op het mitochondriaal DNA van alle levende wezens. Het gen heeft een lengte van 648 basenparen.
Het gen codeert voor de subunit 1 van cytochroom c oxidase (COX1), een enzym dat een cruciale rol speelt in de energiehuishouding van het organisme, met name in de oxidatieve fosforylering.
Mitochondriaal DNA heeft een hoge mutatiesnelheid, waardoor de nucleotidesequentie (de juiste volgorde van de verschillende basenparen) tussen verschillende soorten sterk varieert. Daarenboven heeft het CO1-gen eigenschappen die het bij uitstek geschikt maken voor DNA-barcoding, althans bij dieren:
- het gen is kort genoeg om de nucleotidesequentie met de huidige technologie snel te kunnen bepalen;
- het gen is lang genoeg om voldoende variatie in de nucleotidesequentie te vertonen over alle soorten heen, zodat twee verschillende soorten duidelijk kunnen onderscheiden worden; zo verschillen twee nauw verwante soorten als de mens en de chimpansee op ongeveer 60 plaatsen;
- daarentegen vertoont het binnen één soort een zeer beperkte variatie; zo verschillen bij de mens maximaal twee van de 648 basenparen;

Bij planten is het CO1-gen minder geschikt voor DNA-barcoding door de veel lagere mutatiesnelheid, en moeten andere genen gezocht worden.